# Qebehut
Qebehut (auch Qebehet, Kebehut, Kebehet) war eine altägyptische Totengöttin und ist seit dem Alten Reich belegt.
Qebehut trat in der ikonografischen Darstellung als Himmelsschlange mit Straußenfeder auf und verkörperte das Reinigungswasser von Qebehu, mit dem die Eingeweide der Verstorbenen übergossen wurden. Ihre besondere Aufgabe lag in der Hilfe der Verstorbenen bei der Wiedergeburt, wozu sie die Nemsetkrüge benutzte. 
In den Pyramidentexten wird sie als „Tochter des Anubis“ und „Schwester des Königs“ erwähnt, die dem König zu neuem Leben verhilft. Ergänzend galt sie auch als „Öffnerin der Fenster des Himmels“, „Göttin des Trankopfers“ und als Personifikation der Isis.